# Auto Viação Cambuí
A Auto Viação Cambuí é uma empresa sediada na cidade de Cambuí, em Minas Gerais, Brasil. Criada em 1940, a viação atua principalmente no transporte rodoviário de passageiros, operando linhas que ligam os estados de Minas Gerais à São Paulo.
A empresa começou de forma modesta, operando um pequeno caminhão adaptado como uma jardineira. Com apenas três funcionários (um motorista, um cobrador e um mecânico), o singelo veículo passava por manutenções durante a noite para, no dia seguinte ao amanhecer, realizar suas viagens. As primeiras rotas operadas pela Cambuí consistiam em linhas que ligavam a cidade homônima até Pouso Alegre e até Vargem, esta última no estado de São Paulo, onde grande parte dos passageiros desembarcavam e pegavam um trem rumo a capital paulista. Com o passar dos anos, a própria viação passou a oferecer também como um de seus destinos a maior cidade do país.
Em 1974, a empresa foi responsável por levar de volta à São Paulo quarenta e um menores de idade que foram resgatados na cidade de Camanducaia, onde foram vítimas da controversa Operação Camanducaia. Um ônibus da empresa levou os adolescentes até o Juizado de Menores na rua Asdrúbal do Nascimento, no centro de São Paulo.
Atualmente, a empresa opera fortemente no Sul e Sudoeste de Minas e em parte do interior do Estado de São Paulo, oferecendo destinos ligando a capital paulista à essas regiões com uma frota de um pouco mais de 60 ônibus. É uma das empresas que operam no Terminal Rodoviário do Tietê, em São Paulo.

## Ligações Externas
- «Sítio oficial da empresa»